# Sandhem
Sandhem – miejscowość (tätort) w Szwecji, w regionie administracyjnym (län) Jönköping, w gminie Mullsjö.
Według danych Szwedzkiego Urzędu Statystycznego liczba ludności wyniosła: 673 (31 grudnia 2015), 675 (31 grudnia 2018) i 664 (31 grudnia 2019).